# Dhu al-Qarnayn
Dhu al-Qarnayn, (em árabe: ذُو ٱلْقَرْنَيْن, romanizado: Dhū l-Qarnayn, ar ; lit.. “O Dono dos Dois Chifres”) é um líder que aparece no Alcorão, Surata al-Kahf (18), Ayahs 83–101, como alguém que viaja para o leste e oeste e estabelece uma barreira entre um certo povo e Gog e Magog (em árabe: يَأْجُوجُ وَمَأْجُوجُ). Em outro lugar, o Alcorão conta como o fim do mundo será sinalizado pela libertação de Gog e Magog de trás da barreira.Outros escritos apocalípticos preveem que sua destruição por Deus em uma única noite inaugurará o Dia da Ressurreição (em árabe: یوم القيامة , romanizado: Yawm al-Qiyāmah).

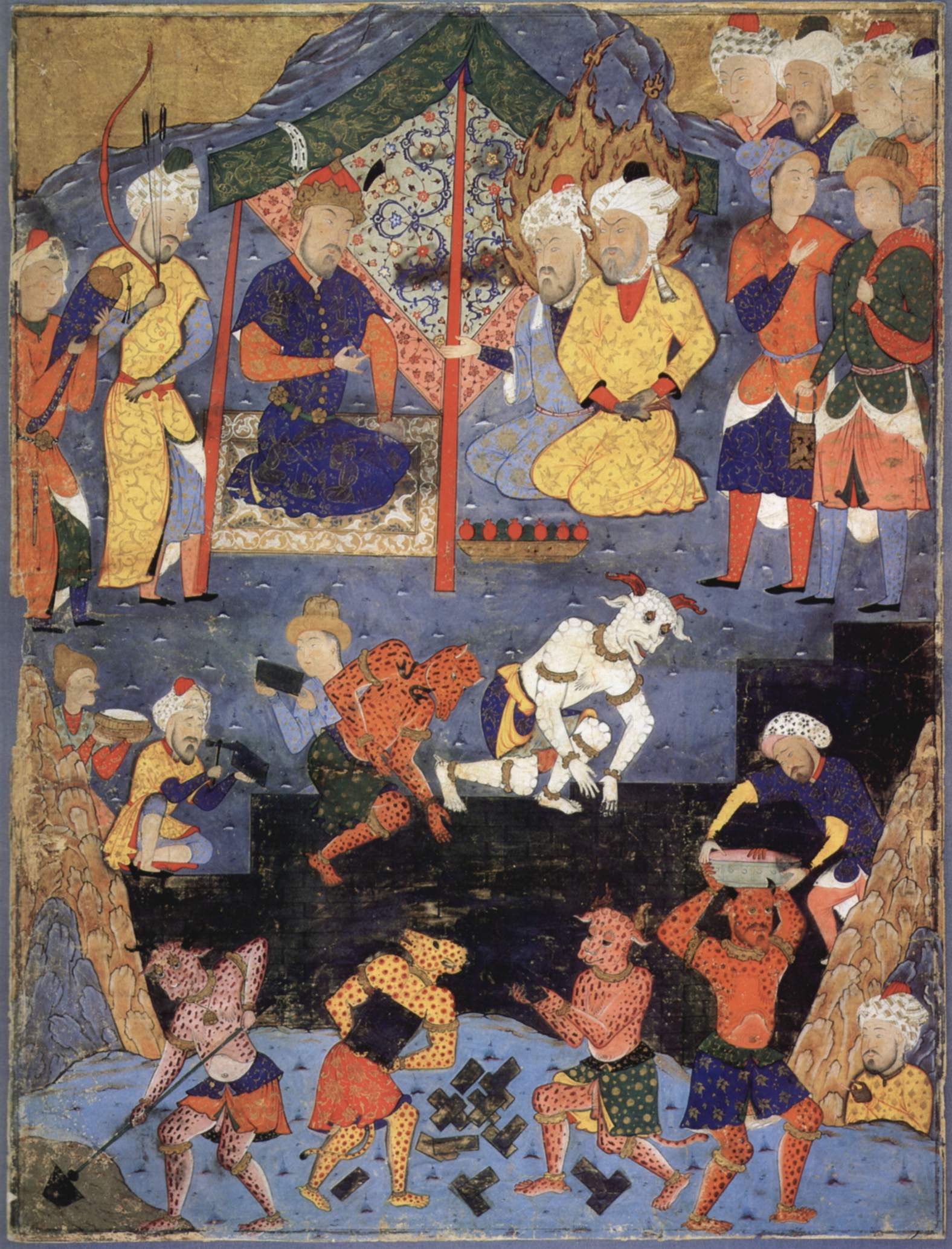
Dhu al-Qarnayn construindo um muro com a ajuda dos gênios para manter Gog e Magog afastados. Miniatura persa de um livro de Falnama copiado para o imperador safávida Tahmasp I (r. 1524–1576), atualmente preservado na Biblioteca Chester Beatty, Dublin.

Dhu al-Qarnayn foi mais popularmente identificado por estudiosos ocidentais e muçulmanos tradicionais como Alexandre, o Grande. Historicamente, algumas tradições afastaram-se desta identificação em favor de outras, como os reis árabes pré-islâmicos, como o (mítico) Sa'b Dhu Marathid de Himyar ou a figura histórica al-Mundhir III ibn al-Nu'man do reino Lakhmid (falecido em 554). Ciro, o Grande, também ganhou popularidade entre os comentaristas muçulmanos modernos.
Alguns estudiosos acreditam que Dhul-Qarneyn seja Alexandre, devido às suas vastas conquistas territoriais, e pela referência aos "dois chifres" (Dhul-Qarneyn), que poderia simbolizar suas vitórias no Oriente e no Ocidente. No entanto, essa visão entra em conflito com a descrição do Alcorão de Dhul-Qarneyn como um governante monoteísta, uma vez que Alexandre era politeísta e tinha uma relação complexa com divindades.
Outros associam Dhul-Qarneyn a Ciro, o Grande, que era um monarca tolerante e respeitava diferentes religiões, incluindo o judaísmo. No entanto, Ciro também não era estritamente monoteísta. O Alcorão, ao descrever Dhul-Qarneyn como alguém que age sob a orientação de Deus e com princípios de justiça divina, parece adaptar a figura histórica para refletir o monoteísmo islâmico, mesmo que figuras como Alexandre e Ciro, na realidade, seguissem práticas religiosas diferentes. Assim, a caracterização de Dhul-Qarneyn no Alcorão pode ser vista como uma moldagem simbólica dessas figuras para se alinhar com os princípios islâmicos de monoteísmo e justiça divina.

## Alcorão 18:83–101

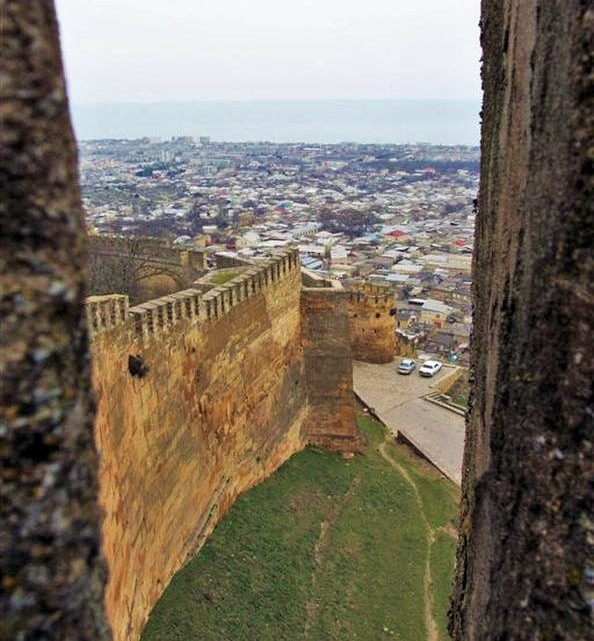
Os Portões do Cáspio em Derbent, Rússia, parte dos sistemas de defesa construídos pelo Império Sassânida, frequentemente identificados com os Portões de Alexandre.

Os versos do capítulo reproduzidos abaixo mostram Dhu al-Qarnayn viajando primeiro para o limite ocidental da viagem, onde ele vê o sol se pôr em uma fonte lamacenta, depois para o extremo leste, onde ele o vê nascer do oceano, e finalmente para o norte, para um lugar nas montanhas onde ele encontra um povo oprimido por Gog e Magog:
| Número Do Verso | Árabe (Escrita Uthmani)                                                                                            | Português (traduzido do Inglês de Marmaduke Pickthall) |
| --------------- | --- | --- |
| 18:83           | وَيَسْـَٔلُونَكَ عَن ذِى ٱلْقَرْنَيْنِ ۖ قُلْ سَأَتْلُوا۟ عَلَيْكُم مِّنْهُ ذِكْرًا                                                                   | "Eles te perguntarão sobre Dhu'l-Qarneyn. Dize: Recitarei para vós uma lembrança dele."[Alcorão 18:83] |
| 18:84           | إِنَّا مَكَّنَّا لَهُۥ فِى ٱلْأَرْضِ وَءَاتَيْنَٰهُ مِن كُلِّ شَىْءٍ سَبَبًا                                                                       | "Em verdade, Nós o fortalecemos na terra e lhe concedemos meios para alcançar todas as coisas."[Alcorão 18:84] |
| 18:85           | فَأَتْبَعَ سَبَبًا | "E ele seguiu um caminho."[Alcorão 18:85] |
| 18:86           | حَتَّىٰٓ إِذَا بَلَغَ مَغْرِبَ ٱلشَّمْسِ وَجَدَهَا تَغْرُبُ فِى عَيْنٍ حَمِئَةٍ وَوَجَدَ عِندَهَا قَوْمًا ۗ قُلْنَا يَٰذَا ٱلْقَرْنَيْنِ إِمَّآ أَن تُعَذِّبَ وَإِمَّآ أَن تَتَّخِذَ فِيهِمْ حُسْنًا | "Até que, quando chegou ao local do pôr do sol, encontrou-o se pondo em uma fonte lodosa, e encontrou um povo por ali. Dissemos: Ó Dhu'l-Qarneyn! Ou os punes, ou lhes mostras bondade."[Alcorão 18:86]            |
| 18:87           | قَالَ أَمَّا مَن ظَلَمَ فَسَوْفَ نُعَذِّبُهُۥ ثُمَّ يُرَدُّ إِلَىٰ رَبِّهِۦ فَيُعَذِّبُهُۥ عَذَابًا نُّكْرًا                                                      | "Ele disse: Quanto àquele que pratica a injustiça, nós o puniremos; depois, será levado de volta ao seu Senhor, que o castigará com severo castigo!"[Alcorão 18:87]                                                |
| 18:88           | وَأَمَّا مَنْ ءَامَنَ وَعَمِلَ صَٰلِحًا فَلَهُۥ جَزَآءً ٱلْحُسْنَىٰ ۖ وَسَنَقُولُ لَهُۥ مِنْ أَمْرِنَا يُسْرًا                                                  | "Mas aquele que crê e faz o bem, terá uma bela recompensa, e falaremos com ele de maneira suave."[Alcorão 18:88]                                                                                                   |
| 18:89           | ثُمَّ أَتْبَعَ سَبَبًا | "Então ele seguiu um caminho."[Alcorão 18:89] |
| 18:90           | حَتَّىٰٓ إِذَا بَلَغَ مَطْلِعَ ٱلشَّمْسِ وَجَدَهَا تَطْلُعُ عَلَىٰ قَوْمٍ لَّمْ نَجْعَل لَّهُم مِّن دُونِهَا سِتْرًا                                                | "Até que, quando chegou ao local do nascer do sol, encontrou-o nascendo sobre um povo para o qual não havíamos designado proteção contra ele."[Alcorão 18:90]                                                      |
| 18:91           | كَذَٰلِكَ وَقَدْ أَحَطْنَا بِمَا لَدَيْهِ خُبْرًا                                                                                       | "Assim foi. E Nós tínhamos pleno conhecimento sobre ele."[Alcorão 18:91] |
| 18:92           | ثُمَّ أَتْبَعَ سَبَبًا | "Então ele seguiu um caminho."[Alcorão 18:92] |
| 18:93           | حَتَّىٰٓ إِذَا بَلَغَ بَيْنَ ٱلسَّدَّيْنِ وَجَدَ مِن دُونِهِمَا قَوْمًا لَّا يَكَادُونَ يَفْقَهُونَ قَوْلًا                                                    | "Até que, quando chegou entre duas montanhas, encontrou um povo que quase não compreendia uma palavra."[Alcorão 18:93]                                                                                             |
| 18:94           | قَالُوا۟ يَٰذَا ٱلْقَرْنَيْنِ إِنَّ يَأْجُوجَ وَمَأْجُوجَ مُفْسِدُونَ فِى ٱلْأَرْضِ فَهَلْ نَجْعَلُ لَكَ خَرْجًا عَلَىٰٓ أَن تَجْعَلَ بَيْنَنَا وَبَيْنَهُمْ سَدًّا                    | "Eles disseram: Ó Dhu'l-Qarneyn! Em verdade, Gog e Magog estão causando corrupção na terra. Podemos te pagar um tributo para que estabeleças uma barreira entre nós e eles?"[Alcorão 18:94]                        |
| 18:95           | قَالَ مَا مَكَّنِّى فِيهِ رَبِّى خَيْرٌ فَأَعِينُونِى بِقُوَّةٍ أَجْعَلْ بَيْنَكُمْ وَبَيْنَهُمْ رَدْمًا                                                       | "Ele disse: O que meu Senhor me concedeu é melhor (do que o vosso tributo). Ajudai-me apenas com força (de homens), e erguerei entre vós e eles uma fortificação."[Alcorão 18:95]                                  |
| 18:96           | ءَاتُونِى زُبَرَ ٱلْحَدِيدِ ۖ حَتَّىٰٓ إِذَا سَاوَىٰ بَيْنَ ٱلصَّدَفَيْنِ قَالَ ٱنفُخُوا۟ ۖ حَتَّىٰٓ إِذَا جَعَلَهُۥ نَارًا قَالَ ءَاتُونِىٓ أُفْرِغْ عَلَيْهِ قِطْرًا               | "Tragam-me placas de ferro - até que, quando ele nivelou o espaço entre os penhascos, disse: Assoprai! - até que, quando o tornou em fogo, disse: Trazei-me cobre derretido para derramá-lo sobre."[Alcorão 18:96] |
| 18:97           | فَمَا ٱسْطَٰعُوٓا۟ أَن يَظْهَرُوهُ وَمَا ٱسْتَطَٰعُوا۟ لَهُۥ نَقْبًا                                                                          | "E (Gog e Magog) não puderam escalá-lo, nem abrir brecha nele."[Alcorão 18:97] |
| 18:98           | قَالَ هَٰذَا رَحْمَةٌ مِّن رَّبِّى ۖ فَإِذَا جَآءَ وَعْدُ رَبِّى جَعَلَهُۥ دَكَّآءَ ۖ وَكَانَ وَعْدُ رَبِّى حَقًّا                                                 | "Ele disse: Isto é uma misericórdia de meu Senhor; porém, quando se cumprir a promessa de meu Senhor, Ele o reduzirá a pó, pois a promessa de meu Senhor é verdadeira."[Alcorão 18:98]                             |
| 18:99           | وَتَرَكْنَا بَعْضَهُمْ يَوْمَئِذٍ يَمُوجُ فِى بَعْضٍ ۖ وَنُفِخَ فِى ٱلصُّورِ فَجَمَعْنَٰهُمْ جَمْعًا                                                         | "E, naquele dia, deixaremos alguns deles se espalharem contra outros, e será tocada a Trombeta. Então, Nós os reuniremos todos em uma só multidão."[Alcorão 18:99]                                                 |
| 18:100          | وَعَرَضْنَا جَهَنَّمَ يَوْمَئِذٍ لِّلْكَٰفِرِينَ عَرْضًا                                                                                     | "Naquele dia, apresentaremos o Inferno aos descrentes, bem visível,"[Alcorão 18:100] |
| 18:101          | ٱلَّذِينَ كَانَتْ أَعْيُنُهُمْ فِى غِطَآءٍ عَن ذِكْرِى وَكَانُوا۟ لَا يَسْتَطِيعُونَ سَمْعًا                                                          | "Aqueles cujos olhos estavam cegos para a Minha lembrança, e que não podiam suportar ouvi-la."[Alcorão 18:101] |

## Exegese corânica

### Ocasião de revelação
A história de Dhu al-Qarnayn é relatada no capítulo 18 do Alcorão, al-Kahf, revelado a Maomé quando sua tribo, Al-Quraysh, enviou dois homens para descobrir se os judeus, com seu conhecimento superior das escrituras, poderiam aconselhá-los sobre se Maomé era realmente um profeta de Deus. Os rabinos disseram aos Quraysh para perguntarem a Muhammad sobre três coisas, uma delas "sobre um homem que viajou e chegou ao leste e ao oeste da terra, pergunte qual foi sua história. Se ele lhe conta sobre essas coisas, então ele é um profeta, então siga-o, mas se ele não lhe conta, então ele é um homem que está inventando coisas, então lide com ele como achar melhor." (Alcorão 18:83-98).

### Qarnayn
Uma narração bem conhecida de um companheiro de Muhammad, Ali, nega que o termo "Qarnayn" significasse literalmente chifres. Em vez disso, ele narra que o termo "Dhul Qarnayn" não era um termo literal, mas sim se referia a ferimentos que ocorreram nos dois lados da cabeça do governante.
Cyril Glasse escreve que a referência a "Aquele dos dois chifres" também tem uma interpretação simbólica: "Aquele das duas Eras", que reflete a sombra escatológica que Alexandre projeta desde seu tempo, que precedeu o islamismo por muitos séculos, até o fim do mundo. A palavra árabe qarn significa tanto “chifre” como “período” ou “século”. O comentário clássico de Al-Qurtubi relatou a narração dos comentários de Al-Suhayli de que ele favoreceu a identificação de que Dhu al-Qarnayn eram na verdade duas pessoas diferentes, onde uma viveu na época de Abraão, enquanto a outra viveu na época de Jesus.

### Gog e Magogue
Em relação a Gog e Magog, uma minoria de comentadores muçulmanos argumenta que Gog e Magog aqui se referem a algumas tribos bárbaras do norte da Ásia dos tempos pré-bíblicos que estão livres do muro de Dhu al-Qarnayn há muito tempo. Os escritores apocalípticos islâmicos modernos apresentam várias explicações para a ausência do muro no mundo moderno, como "nem tudo o que existe pode ser visto", semelhante à inteligência humana e aos anjos, ou que Deus escondeu Gog e Magog dos olhos humanos.

## Pessoas identificadas comoDhu al-Qarnayn

### Alexandre o Grande

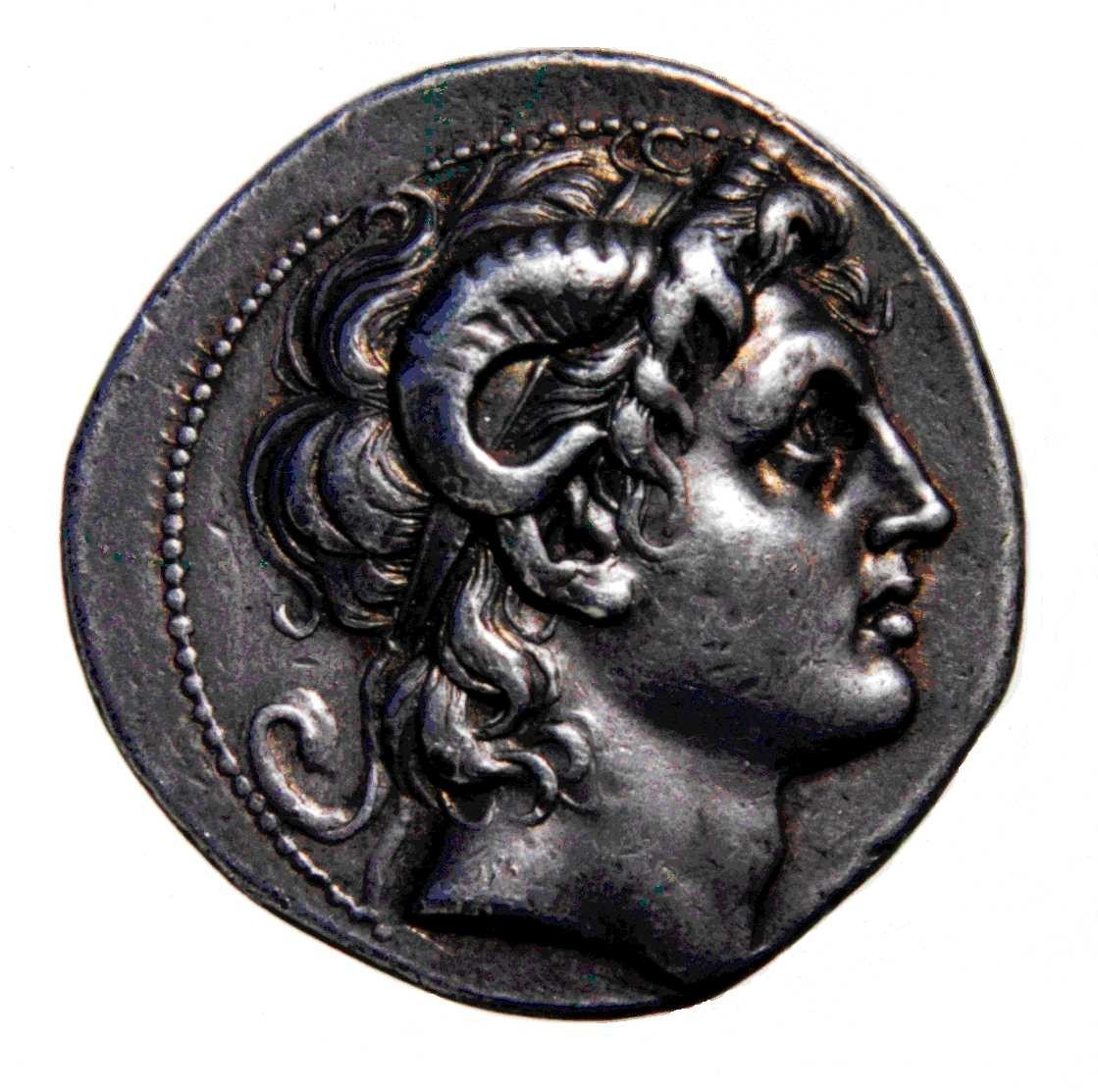
Tetradracma de prata de Alexandre, o Grande, mostrado usando os chifres do deus-carneiro Zeus-Amon.

Segundo alguns historiadores, a história de Dhu al-Qarnayn tem suas origens nas lendas de Alexandre, o Grande, correntes no Oriente Médio, nomeadamente a Lenda Siríaca de Alexandre. Josefo, historiador do primeiro século, repete uma lenda em que Alexandre constrói um muro de ferro em uma passagem de montanha (potencialmente nas montanhas do Cáucaso) para evitar uma incursão de um grupo bárbaro conhecido como os citas, que em outro lugar ele identificou como Magog. A lenda passou por uma elaboração muito mais aprofundada nos séculos subsequentes antes de finalmente encontrar seu caminho no Alcorão por meio de uma versão síria. No entanto, alguns questionaram se a Lenda Siríaca influenciou o Alcorão com base em inconsistências de datação e na falta de motivos-chave, embora outros tenham, por sua vez, refutado esses argumentos.
Embora a Lenda Siríaca de Alexandre faça referência aos chifres de Alexandre, ela se refere consistentemente ao herói pelo seu nome grego, não usando um epíteto variante. O uso do epíteto islâmico Dhu al-Qarnayn "Dois Chifres" ocorreu pela primeira vez no Alcorão, embora possa ser derivado de tradições que descrevem Alexandre como tendo chifres em textos siríacos. As razões por trás do nome "Dois Chifres" são um tanto obscuras: o estudioso al-Tabari (839-923 d.C.) sustentou que era porque ele ia de uma extremidade ("chifre") do mundo para a outra, mas pode derivar, em última análise, da imagem de Alexandre usando os chifres do deus-carneiro Zeus-Ammon, popularizado em moedas em todo o Oriente Próximo helenístico .
O muro que Dhu al-Qarnayn construiu em sua jornada ao norte pode ter refletido um conhecimento distante da Grande Muralha da China (o estudioso do século XII Muhammad al-Idrisi desenhou um mapa para Roger II da Sicília mostrando a "Terra de Gog e Magog" na Mongólia), ou de várias muralhas sassânidas construídas na região do Mar Cáspio contra os bárbaros do norte, ou uma fusão dos dois.
Dhu al-Qarnayn também viaja para as extremidades ocidentais e orientais ("qarns", pontas) da Terra. Ernst afirma que Dhu al-Qarnayn, ao encontrar o sol se pondo em uma "fonte lamacenta" no Oeste, é equivalente ao "mar venenoso" encontrado por Alexandre na lenda siríaca. Na história siríaca, Alexandre testou o mar enviando prisioneiros condenados para ele, enquanto o Alcorão se refere a isso como uma administração de justiça. No Leste, tanto a lenda síria quanto o Alcorão, de acordo com Ernst, fazem com que Alexandre/Dhu al-Qarnayn encontre um povo que vive tão perto do nascer do sol que não tem proteção contra seu calor.
Alguns exegetas acreditavam que Dhu al-Qarnayn viveu perto da época de Abraão, seguindo relatos de al-Azraqi e Ibn Abi Hatim. Para evitar essa discrepância cronológica, vários exegetas e historiadores medievais não identificaram Dhu al-Qarnayn com Alexandre. Al-Tabari inferiu que havia dois Dhu al-Qarnayn: o anterior, chamado Dhu al-Qarnayn al-Akbar, que viveu na época de Abraão, e o posterior, que era Alexandre. Em um relato sobre Abraão construindo um poço em Berseba, Dhu al-Qarnayn parece ter sido colocado no papel de Abimeleque, conforme descrito em Gênesis 21:22–34.
Outros notáveis comentadores muçulmanos, incluindo ibn Kathir, :100-101 ibn Taymiyyah, :101  e Naser Makarem Shirazi, usaram argumentos teológicos para rejeitar a identificação de Alexandre: Alexandre viveu apenas um curto período, enquanto Dhu al-Qarnayn (de acordo com algumas tradições) viveu 700 anos como um sinal da bênção de Deus, embora isso não seja mencionado no Alcorão, e Dhu al-Qarnayn adorasse apenas um Deus, enquanto Alexandre era politeísta.

### Ṣaʿb Dhu-Marāthid
As várias campanhas de Dhu al-Qarnayn mencionadas em Q:18:83-101 também foram atribuídas ao rei himiarita do sul da Arábia, Ṣaʿb Dhu-Marāthid (também conhecido como al-Rāʾid).  Ibn Hisham faz um extenso relato de quarenta e cinco páginas sobre o Rei Ṣaʿb em sua obra O Livro das Coroas sobre os Reis de Himyar, contando com o autor iemenita Wahb ibn Munabbih . Neste relato, o rei Ṣaʿb foi um conquistador que recebeu o epíteto de Dhu al-Qarnayn após conhecer uma figura chamada Musa al Khidr em Jerusalém. Ele então viaja até os confins da terra, conquistando ou convertendo pessoas até ser conduzido por al Khidr através da Terra das Trevas. Outros elementos incluem uma viagem a um vale de diamantes, um castelo com paredes de vidro, e uma campanha até a região da Andaluzia (Espanha da era clássica). No entanto, de acordo com Al-Qurtubi, a opinião original de Wahb ibn Munabbih identificou o lendário conquistador como um romano, contradizendo o comentário de Ibn Hisham. Al-Tabari também relata que Wahb acreditava que Dhu al-Qarnayn era um homem de Bizâncio chamado Iskandar.
Os estudiosos acadêmicos consideram a história de Sa'b uma apropriação da lenda siríaca de Alexandre.  Embora o livro de Ibn Hisham tenha feito uso do material anterior de Wahb, Tilman Nagel duvida que o texto de Wahb inclua essa história em particular, dada a atitude cética de Ibn Hisham em relação às alegações dos árabes do sul, e observa que al-Tabari se baseou na história de Alexandre de Wahb, mas não incluiu elementos himiaritas (árabes do sul). Após uma análise detalhada, Nagel define o meio em que esta versão surgiu como o dos árabes do sul no início do Egito do século VIII, e observa que os árabes do sul eram uma das duas facções que competiam pelo poder no império omíada.
Richard Stoneman observa que Wahb era conhecido pela composição de qisas (qualquer uma das várias coleções de histórias adaptadas do Alcorão e de outras literaturas islâmicas), nas quais o folclore é apresentado como história. Segundo Stoneman, a lenda da Arábia do Sul foi composta dentro do contexto da divisão entre os árabes do sul e os árabes do norte, que começou com a Batalha de Marj Rahit em 684 d.C. e se consolidou ao longo de dois séculos. Ele também data a história do século VIII d.C., com a intenção de fornecer um paralelo e justificar as conquistas islâmicas no Ocidente, representando uma glorificação das tradições do sul da Arábia e suas conquistas no Egito. Anna Akasoy concorda com Alfred Beeston que toda a existência de Sa'b é fictícia e um produto do chauvinismo iemenita, observando que reis iemenitas posteriores cuja existência é confirmada foram atribuídos a feitos semelhantes emprestados de lendas de Alexandre. Segundo Wheeler, é possível que alguns elementos desses relatos que foram originalmente associados a Ṣaʿb tenham sido incorporados em histórias que identificam Dhu al-Qarnayn com Alexandre.

### Ciro, o Grande
Nos tempos modernos, alguns estudiosos muçulmanos argumentam que Dhu al-Qarnayn é, na verdade, Ciro, o Grande, o fundador do Império Aquemênida e conquistador da Pérsia e da Babilônia. Os defensores desta visão citam a visão de Daniel no Antigo Testamento, onde ele viu um carneiro de dois chifres que representa “os reis da Média e da Pérsia” (Daniel 8:20:KJV). Brannon Wheeler argumenta que esta identificação é improvável com base na falta de histórias árabes que o vejam como um conquistador no sentido descrito na narrativa de Dhu al-Qarnayn, e na falta de quaisquer comentários iniciais que identifiquem Dhu al-Qarnayn como Ciro.
Evidências arqueológicas citadas incluem o Cilindro de Ciro, que retrata Ciro como um adorador do deus babilônico Marduk, que lhe ordenou que governasse o mundo e estabelecesse a justiça na Babilônia. O cilindro afirma que os ídolos que Nabonido trouxe para a Babilônia de várias outras cidades babilônicas foram reinstalados por Ciro em seus antigos santuários e os templos em ruínas foram reconstruídos. Apoiado por outros textos e inscrições, Ciro parece ter iniciado uma política geral de permissão de liberdade religiosa em todos os seus domínios.
Um famoso relevo em um pilar da porta de um palácio em Pasagardae retrata uma figura alada usando uma coroa Hemhem (um tipo de coroa egípcia antiga montada em um par de longos chifres de carneiro em espiral). Alguns estudiosos consideram que esta é uma representação de Ciro devido a uma inscrição que antes estava localizada acima dele, embora a maioria o veja como um gênio tutelar, ou figura protetora e observe que a mesma inscrição também foi escrita em outros palácios do complexo.
Esta teoria foi proposta em 1855 pelo filólogo alemão GM Redslob, mas não ganhou adeptos no Ocidente. Entre os comentadores muçulmanos, foi promovido pela primeira vez por Sayyed Ahmad Khan (falecido em 1889), depois por Maulana Abul Kalam Azad, e gerou uma aceitação mais ampla ao longo dos anos.

### Outros
Outras pessoas que foram identificadas com a figura corânica ou que receberam o título de Dhu al-Qarnayn:
- Afrīqish al-Ḥimyarī, rei de Himyar. Al-Biruni em seu livro, The Remaining Signs of Past Centuries, listou uma série de figuras que as pessoas pensavam ser Dhu al-Qarnayn. Ele favoreceu a opinião de que Dhu al-Qarnayn era o príncipe Yamani Afrīqish, que conquistou o Mediterrâneo e estabeleceu uma cidade chamada Afrīqiah. Ele foi chamado de Dhu al-Qarnayn porque governou as terras do sol nascente e poente. Para apoiar seu argumento, al-Biruni citou a onomástica árabe, observando que nomes compostos começando com Dhū, como Dhū Nuwās e Dhū Yazan, eram comuns entre os reis de Himyar.[66]
- Fereydun. De acordo com o Tarikh de al-Tabari, alguns dizem que Dhu al-Qarnayn, o Velho (al-akbar), que viveu na era de Abraão, foi o mítico rei persa Fereydun, que al-Tabari interpretou como Afrīdhūn ibn Athfiyān.
- Em um relato atribuído a Umar bin Khattab, Dhu al-Qarnayn é considerado um anjo ou parte anjo.[67]
- Imru'l-Qays (falecido em 328 d.C.), um príncipe dos lakhmidas do sul da Mesopotâmia, um aliado primeiro da Pérsia e depois de Roma, celebrado no romance por suas façanhas.[10] [68]
- Messias ben Joseph, um fabuloso salvador militar esperado pelos judeus iemenitas.[69]
- Dario, o Grande.[70]
- Kisrounis, rei parta.[10]

## Na literatura posterior
Dhu al-Qarnayn, o viajante, provou ser um tema popular para escritores posteriores. Em Al-Andalus, por exemplo, apareceu uma tradução árabe da Lenda Siríaca de Alexandre, intitulada Qissat Dhulqarnayn. Esta obra explora a vida de Dhu al-Qarnayn – sua criação, jornadas e eventual morte. O texto identifica Dhu al-Qarnayn com Alexandre, o Grande, e o retrata como a primeira pessoa a completar a peregrinação do Hajj.
Outra lenda hispano-árabe com Dhu al-Qarnayn, representando Alexandre, é o Hadith Dhulqarnayn (ou Leyenda de Alejandro). Em uma das muitas versões em árabe e persa que descrevem o encontro de Alexandre com sábios indianos, o teólogo sufi sunita persa al-Ghazali (1058–1111) descreve uma cena em que Dhu al-Qarnayn encontra um povo que não possui nada além de cavar sepulturas do lado de fora de suas casas. O rei deles explica que a morte é a única certeza da vida, uma razão para suas práticas. A interpretação de Ghazali encontrou seu caminho nas Mil e Uma Noites.
O estimado poeta persa medieval Rumi (1207-1273) escreveu sobre as viagens de Dhu al-Qarnayn para o leste. Aqui, o herói escala o Monte Qaf, a "mãe" esmeralda de todas as montanhas que circundam a Terra, cujas veias se espalham abaixo de todas as terras. A pedido de Dhu al-Qarnayn, a montanha revela como os terremotos ocorrem: quando Deus quer, uma de suas veias pulsa, provocando um tremor. No topo desta grande montanha, Dhu al-Qarnayn encontra Israfil (arcanjo Rafael), preparado para soar a trombeta no Dia do Julgamento.
O épico malaio Hikayat Iskandar Zulkarnain liga várias linhagens reais do Sudeste Asiático a Iskandar Zulkarnain; isto inclui a realeza Minangkabau da Sumatra Central e o imperador Cholan Rajendra I nos Anais Malaios.